# Card Shark
Card Shark — компьютерная игра в жанре action-adventure, разработанная студией Nerial и изданная Devolver Digital. Вышла для платформ Windows и Nintendo Switch 2 июня 2022 года.

## Игровой процесс
Card Shark — сайд-скроллинговая action-adventure, в которой основное внимание уделяется обману и мошенничеству с картами. Игрок берет на себя роль немого мальчика, служащего в таверне на юге Франции времён старого режима, где его затем нанимает граф де Сен-Жермен, чтобы помочь участвовать в мошенничестве с богатством и секретами их противников. Существует около 28 стратегий карточных фокусов, которые помогут подняться по лестнице французского дворянства, причем каждый трюк становится все более сложным и основывается на последнем ходу. Один из первых изучаемых трюков является способ протереть стол, чтобы правильно уведомить своего партнера о масти игральных карт противника, а дальше в игре нужно манипулировать тасованием колоды, чтобы убедиться, чтобы у графа была лучшая рука за столом. Если трюк занимает слишком много времени или игрок совершает ошибку при перетасовке колоды, ваши противники начинают относиться к вам с подозрением, что отображается в виде шкалы в нижней части экрана, которая постепенно заполняется с течением времени. Если счетчик заполнится полностью, вам придется столкнуться с такими последствиями, как изгнание из салона, банкротство или, в более крайних случаях, смерть.

## Разработка
Card Shark была разработана студией Nerial, ранее создавшей стратегию в вымышленном средневековом мире Reigns. Nerial сотрудничала с художником Николаем Трошинским, чтобы воплотить в жизнь игровой процесс и иллюстрации Card Shark, издателем которой выступил Devolver Digital. Сюжетная линия была вдохновлена любовью Трошинского к фильму Стэнли Кубрика 1975 года «Барри Линдон» и его собственным интересом к карточным манипуляциям. Саундтрек к игре включает оригинальные партитуры и переосмысленную классику в аранжировке Андреа Боккадоро в исполнении живого оркестра. В партитуре представлены произведения таких музыкантов XVIII века, как Шевалье де Сен-Жорж, Клод Дебюсси и Иоганн Себастьян Бах.

## Приём
| Сводный рейтинг       | Сводный рейтинг       |
| Агрегатор             | Оценка                |
| --------------------- | --------------------- |
| Metacritic            | PC: 81/100 NS: 80/100 |
| Иноязычные издания    |                       |
| Издание               | Оценка                |
| Game Informer         | 6/10                  |
| Hardcore Gamer        | 4,5/5                 |
| Jeuxvideo.com         | 16/20                 |
| Nintendo Life         | [ 11 ]                |
| Nintendo World Report | 8,5/10                |
| PC Gamer (US)         | 86/100                |
| Shacknews             | 8/10                  |
| TouchArcade           | 4,5/5                 |
| The Guardian          | [ 16 ]                |
| NME                   | [ 17 ]                |
| Siliconera            | 8/10                  |

Card Shark получила в основном положительные обзоры согласно агрегатору рецензий Metacritic.
PC Gamer похвалил механику мошенничества, сказав «Card Shark самая близкая из всех игр, которые я видел, чтобы имитировать действия персонажа с помощью геймпада. Это гениальная система, и каждый трюк уникален». The Guardian понравился художественный стиль, поскольку он чувствовал, что он оживляет каждый сценарий в игре, «Все это прекрасно воплощено в жизнь с помощью небрежных, выразительных портретов персонажей, бордовых фонов».The Verge наслаждался напряжением игры, Nintendo Life посчитала, что диалоги подняли игру. Eurogamer понравилось, как плавно игра повышала сложность.
Наслаждаясь карточными играми, Nintendo World Report раскритиковал влияние ошибок на карточную игру, Rock Paper Shotgun почувствовал, что в некоторые моменты игроку придётся повторять последовательность.